# Austrasphaera springthorpei
Austrasphaera springthorpei är en kräftdjursart som beskrevs av Bruce 2003B. Austrasphaera springthorpei ingår i släktet Austrasphaera och familjen klotkräftor. Inga underarter finns listade i Catalogue of Life.